# Нелсън (окръг, Кентъки)
Вижте пояснителната страница за други значения на Нелсън.
Окръг Нелсън (на английски: Nelson County) е окръг в щата Кентъки, Съединени американски щати. Площта му е 1098 km², а населението - 37 477 души (2000). Административен център е град Бардстаун.